# Diocesi di Lichinga
La diocesi di Lichinga (in latino: Dioecesis Lichingaensis) è una sede della Chiesa cattolica in Mozambico suffraganea dell'arcidiocesi di Nampula. Nel 2021 contava 294.175 battezzati su 1.497.690 abitanti. È retta dal vescovo Atanasio Amisse Canira.

## Territorio
La diocesi comprende l'intera provincia di Niassa in Mozambico.
Sede vescovile è la città di Lichinga, dove si trova la cattedrale di San Giuseppe.
Il territorio è suddiviso in 21 parrocchie.

## Storia
La diocesi di Villa Cabral fu eretta il 21 luglio 1963 con la bolla Nampulensis di papa Paolo VI, ricavandone il territorio dalla diocesi di Nampula (oggi arcidiocesi). Originariamente era suffraganea dell'arcidiocesi di Lourenço Marques (oggi arcidiocesi di Maputo).
Il 29 luglio 1976 per effetto del decreto Cum Excellentissimus della Congregazione per l'evangelizzazione dei popoli ha assunto il nome attuale a seguito del cambio di nome della città sede della diocesi.
Il 4 giugno 1984 è entrata a far parte della provincia ecclesiastica dell'arcidiocesi di Nampula.

## Cronotassi dei vescovi
Si omettono i periodi di sede vacante non superiori ai 2 anni o non storicamente accertati.
- Eurico Dias Nogueira † (10 luglio 1964 - 19 febbraio 1972 nominato vescovo di Sá da Bandeira)
- Luís Gonzaga Ferreira da Silva, S.I. † (10 novembre 1972 - 25 gennaio 2003 ritirato)
- Hilário da Cruz Massinga, O.F.M. (5 aprile 2003 - 25 gennaio 2008 nominato vescovo di Quelimane)
- Elio Greselin, S.C.J. (30 dicembre 2008 - 8 febbraio 2015 ritirato)
- Atanasio Amisse Canira, dall'8 febbraio 2015

## Statistiche
La diocesi nel 2021 su una popolazione di 1.497.690 persone contava 294.175 battezzati, corrispondenti al 19,6% del totale.
| anno | popolazione | popolazione | popolazione | presbiteri | presbiteri | presbiteri | presbiteri                | diaconi | religiosi | religiosi | parrocchie |
| anno | battezzati  | totale      | %           | numero     | secolari   | regolari   | battezzati per presbitero | diaconi | uomini    | donne     | parrocchie |
| ---- | ----------- | ----------- | ----------- | ---------- | ---------- | ---------- | ------------------------- | ------- | --------- | --------- | ---------- |
| 1970 | 60.130      | 278.014     | 21,6        | 43         | 15         | 28         | 1.398                     |         | 37        | 70        | 2          |
| 1980 | 79.276      | 463.000     | 17,1        | 18         | 2          | 16         | 4.404                     |         | 17        | 37        | 15         |
| 1990 | 110.000     | 555.549     | 19,8        | 14         | 2          | 12         | 7.857                     |         | 15        | 28        | 21         |
| 1999 | 187.206     | 778.000     | 24,1        | 22         | 6          | 16         | 8.509                     |         | 20        | 65        | 20         |
| 2000 | 196.207     | 798.000     | 24,6        | 24         | 10         | 14         | 8.175                     |         | 21        | 70        | 18         |
| 2001 | 197.557     | 802.212     | 24,6        | 23         | 11         | 12         | 8.589                     |         | 24        | 73        | 18         |
| 2002 | 203.378     | 819.549     | 24,8        | 26         | 11         | 15         | 7.822                     |         | 29        | 66        | 20         |
| 2003 | 204.275     | 839.569     | 24,3        | 29         | 13         | 16         | 7.043                     |         | 37        | 64        | 22         |
| 2004 | 194.485     | 839.569     | 23,2        | 30         | 14         | 16         | 6.482                     |         | 35        | 73        | 21         |
| 2013 | 220.160     | 1.190.000   | 18,5        | 37         | 21         | 16         | 5.950                     |         | 19        | 88        | 21         |
| 2016 | 252.000     | 1.283.000   | 19,6        | 38         | 25         | 13         | 6.631                     |         | 15        | 93        | 21         |
| 2019 | 272.600     | 1.387.100   | 19,7        | 37         | 24         | 13         | 7.367                     |         | 16        | 101       | 21         |
| 2021 | 294.175     | 1.497.690   | 19,6        | 40         | 26         | 14         | 7.354                     |         | 17        | 98        | 21         |